# Lars Spuybroek
Lars Spuybroek (Rotterdam, 16 september 1959) is een Nederlandse architect, kunstenaar en auteur.

## Leven en werk
Spuybroek studeerde in 1989 cum laude af aan de faculteit Bouwkunde van de TU Delft. Het jaar daarop won hij de Archiprix voor zijn inzending van het Palazzo Pensile, een nieuw paleis voor Koningin Beatrix op het Rotterdamse Brienenoordeiland. Vlak daarop begon hij met Maurice Nio het tijdschrift in boekvorm NOX, waarvan vier delen uitkwamen tussen de jaren 1991 en 1994 (A: Actiones in Distans, B: Biotech, C: Chloroform en D: Djihad). Sinds 1995 voert Lars Spuybroek de naam NOX alleen voor het bureau dat kunstwerken en gebouwen ontwerpt.
Spuybroek brak internationaal door als architect met het waterpaviljoen te Neeltje Jans (1993-1997) waarvan hij het zoetwaterdeel ontwierp en Kas Oosterhuis het zoutwaterdeel. De gerenommeerde architectuurcriticus Charles Jencks kwalificeert het gebouw in The New Paradigm of Architecture als “yet to be surpassed”. Het is het eerste gebouw dat zowel een interactief interieur heeft als een zogenaamde continue geometrie, waarbij vloeren, wanden en plafonds naadloos in elkaar overvloeien. Deze vorm van "blob-architectuur" werd later in een grote overzichtstentoonstelling in het Centre Pompidou (2003) te Parijs "non-standard architecture" gedoopt. Deze architectuur staat een technologische revolutie voor waarbij de computer het instrument wordt om pure herhaling van elementen te vervangen door continue variatie. De computer wordt zowel ingezet bij het ontwerpproces (CAD) als bij de fabricage (CAM). Deze technieken worden uitgebreid behandeld in het bij de Londense uitgever Thames & Hudson verschenen boek NOX: Machining Architecture (2004). In interviews wijst Spuybroek echter elk futurisme (dat meestal refereert aan de auto- of filmindustrie) van de hand en verwijst alleen naar historische voorbeelden, waaronder Gottfried Semper (Der Stil, 1852), Wilhelm Worringer (Formprobleme der Gotik, 1911) en William Hogarth (The Analysis of Beauty, 1752). Andere invloeden die vaak genoemd worden zijn D'Arcy Wentworth Thompsons On Growth and Form (1917) en het werk van Frei Otto.
In 2001 baarde zijn ontwerp voor het nieuwe WTC te New York internationaal veel opzien. In 2004 kwamen er verschillende werken van Spuybroek gereed. In Frankrijk werd het Maison Folie de Wazemmes geopend, een cultureel centrum in het hart van een probleemwijk in Lille. In Nederland werd tevens de D-toren opgeleverd, een interactieve sculptuur voor de stad Doetinchem in samenwerking met kunstenaar Q.S. Serafijn. Vlak bij Eindhoven in Son en Breugel, werd het Son-O-House geopend, een interactieve geluidssculptuur bedacht in samenwerking met geluidskunstenaar Edwin van der Heide.
In 2001 werd Spuybroek benoemd tot hoogleraar Digitale Ontwerptechnieken aan de Universiteit Kassel in Duitsland. Daarnaast was hij tot 2005 verbonden aan de Columbia University te New York. Sinds 2006 is hij Professor en de Ventulett Distinguished Chair in Architectural Design aan het Georgia Institute of Technology te Atlanta waar hij de Research & Design boeken produceert. Het eerste, getiteld The Architecture of Variation kwam uit in 2009 en de tweede Textile Tectonics in 2011. Beide publicaties gebruiken het onderzoek in natuurlijke en artificiële patronen (variërend van haarvlechten tot bladnerven, breipatronen, gotisch maaswerk, schuimgeometrieën, enz.) als een nieuwe bron voor ontwerpmethodieken. Tevens in 2011 publiceerde Spuybroek zijn omvangrijke studie naar het werk van John Ruskin (The Sympathy of Things: Ruskin and the Ecology of Design) waarin Ruskin’s esthetische theorie wordt behandeld in de context van latere filosofen en esthetici zoals William James en Henri Bergson.

## Prijzen
Spuybroek ontving in 1989 de Archiprix. Hij kreeg in 1995 de Mart Stam aanmoedigingsprijs en in 1997 de Russische Iakov Chernikov Award en in 1998 de Zeeuwse Architectuurprijs. Tevens werd hij in 1999 genomineerd voor de Mies van der Rohe Award. In 2006 ontving hij de Kölner Klopfer voor "Weltbeste Designer".

## Galerij

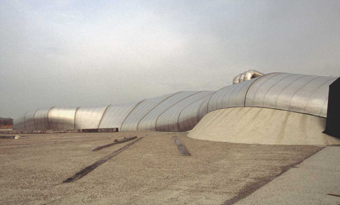
Waterpaviljoen te Neeltje Jans
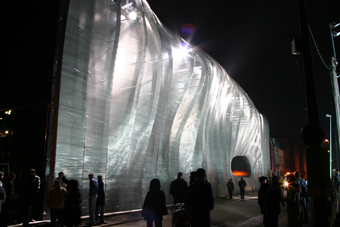
Maison Folie te Lille
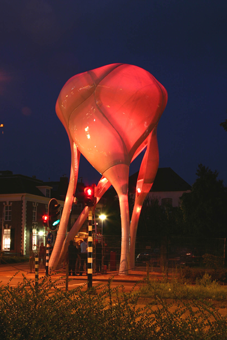
D-toren te Doetinchem

## Gepubliceerde werken
- The Art of the Accident, met Joke Brouwer en Arjen Mulder (Rotterdam: V2_Publishing, 1998)
- The Weight of the Image (Rotterdam: Nai010 Publishers, 2001)
- NOX: Machining Architecture, met bijdragen van Manuel DeLanda, Detlef Mertins, Andrew Benjamin, en Brian Massumi (London: Thames and Hudson, 2004)
- The Architecture of Continuity: Essays and Conversations (Rotterdam: V2_Publishing, 2008)
- Research & Design: The Architecture of Variation (London: Thames and Hudson, 2009)
- The Politics of the Impure, met Joke Brouwer en Arjen Mulder (Rotterdam: V2_Publishing, 2010)
- Research & Design: Textile Tectonics (Rotterdam: Nai010 Publishers, 2011)
- The Sympathy of Things: Ruskin and the Ecology of Design (Rotterdam: V2_Publishing, 2011/ London: Bloomsbury, 2016)
- Vital Beauty: Reclaiming Aesthetics in the Tangle of Technology and Nature, met Joke Brouwer en Arjen Mulder (Rotterdam: V2_Publishing, 2012)
- The War of Appearances: Transparency, Opacity, Radiance, met Joke Brouwer en Sjoerd van Tuinen (Rotterdam: V2_Publishing, 2016)
- Grace and Gravity: Architectures of the Figure (London: Bloomsbury, 2020)

## Tentoonstellingen
- Less Aesthetics, More Ethics, La Biennale di Venezia[dode link], Venetië (2000)
- Architectures Non Standard, Centre Pompidou, Parijs (2003)
- METAMORPH, La Biennale di Venezia, Venetië (2004)
- Design and the Elastic Mind, MoMA, New York (2008)
- Archaeology of the Digital: Media and Machines, Canadian Centre for Architecture, Montreal (2014)
- The Architecture Machine, Architekturmuseum der TUM, München (2020)